# Das eiserne Gebet
Das eiserne Gebet je album njemačkog RAC sastava Stahlgewitter, realiziran 1996. godine.

## Popis pjesama
| Br. | Skladba                         | Trajanje |
| --- | ------------------------------- | -------- |
| 1.  | »Das eiserne Gebet«             | 4:18     |
| 2.  | »Pervers und Abnormal«          | 2:51     |
| 3.  | »Deutsches Flaggenlied«         | 3:08     |
| 4.  | »Wohnunsnot und Steuergelder«   | 4:32     |
| 5.  | »Einen Tag regieren«            | 4:27     |
| 6.  | »Das System«                    | 4:18     |
| 7.  | »In den Bundestag«              | 3:16     |
| 8.  | »Für Uns«                       | 2:15     |
| 9.  | »Junkie«                        | 3:30     |
| 10. | »Unsere Fahne ist der Eid«      | 3:45     |
| 11. | »Ihr müsst euch selbst erlösen« | 4:48     |
| 12. | »Immer noch im Dunkeln«         | 4:50     |

## Vanjske poveznice
- Stahlgewitter - Das eiserne Gebet (1996) FULL ALBUM na YouTube
- Stahlgewitter - Das eiserne Gebet na Discogs
- Stahlgewitter - Das eiserne Gebet na Last.fm